# Acanthopsylla rothschildi
Acanthopsylla rothschildi är en loppart som först beskrevs av William Joseph Rainbow 1905.  Acanthopsylla rothschildi ingår i släktet Acanthopsylla och familjen Pygiopsyllidae.

## Underarter
Arten delas in i följande underarter:
- A. r. rothschildi
- A. r. multidentata
- A. r. nereis